# Ricardo Laborde
Ricardo Laborde (Cartagena, Bolívar, Colombia, 16 de febrero de 1988) es un exfutbolista colombiano que jugaba de delantero o mediocampista.

## Trayectoria
Se crio en el barrio Nuevo Bosque, ahí pateó sus primeros balones, luego pasó por los equipos: Racing, Nuevo Bosque, Ciclones de Comfenalco y la Escuela Alexis García. Ahí hizo su carrera como aficionado, categoría en la que también representó a las selecciones de Bolívar.
En abril de 2020 anunció su retirada a los 32 años de edad.

## Estadísticas

### Clubes
| Club                        | Temporada           | Liga  | Liga  | Copa nacional | Copa nacional | Copa internacional | Copa internacional | Total | Total | Prom. · |
| Club                        | Temporada           | Part. | Goles | Part.         | Goles         | Part.              | Goles              | Part. | Goles | Prom. · |
| --------------------------- | ------------------- | ----- | ----- | ------------- | ------------- | ------------------ | ------------------ | ----- | ----- | ------- |
| Academia F. C. · Colombia   | 2006                | 14    | 3     | 3             | 1             | -                  | -                  | 17    | 4     | 0,23    |
| Academia F. C. · Colombia   | 2007                | 19    | 4     | 4             | 1             | -                  | -                  | 24    | 5     | 0,20    |
| Academia F. C. · Colombia   | 2009                | 30    | 11    | 5             | 2             | -                  | -                  | 35    | 13    | 0,37    |
| Academia F. C. · Colombia   | Total               | 63    | 18    | 12            | 4             | 0                  | 0                  | 75    | 22    | 0,29    |
| Náutico · Brasil            | 2008                | 1     | 0     | 0             | 0             | -                  | -                  | 1     | 0     | 0,00    |
| Náutico · Brasil            | Total               | 1     | 0     | 0             | 0             | 0                  | 0                  | 1     | 0     | 0,0     |
| F. C. Lugano · Suiza        | 2008-09             | 14    | 1     | 0             | 0             | -                  | -                  | 14    | 1     | 0,07    |
| F. C. Lugano · Suiza        | Total               | 14    | 1     | 0             | 0             | 0                  | 0                  | 14    | 1     | 0,07    |
| Atlético Huila · Colombia   | 2010                | 8     | 2     | 0             | 0             | -                  | -                  | 8     | 2     | 0,25    |
| Atlético Huila · Colombia   | Total               | 8     | 2     | 0             | 0             | 0                  | 0                  | 8     | 2     | 0,25    |
| Anorthosis Famagusta Chipre | 2010-11             | 12    | 2     | 0             | 0             | 2                  | 0                  | 14    | 2     | 0,14    |
| Anorthosis Famagusta Chipre | 2011-12             | 22    | 6     | 3             | 1             | 4                  | 0                  | 29    | 7     | 0,24    |
| Anorthosis Famagusta Chipre | 2012-13             | 25    | 6     | 2             | 0             | 4                  | 2                  | 31    | 8     | 0,25    |
| Anorthosis Famagusta Chipre | Total               | 59    | 14    | 5             | 1             | 10                 | 2                  | 74    | 17    | 0,22    |
| F. C. Krasnodar · Rusia     | 2013-14             | 8     | 1     | 4             | 2             | 0                  | 0                  | 10    | 3     | 0,30    |
| F. C. Krasnodar · Rusia     | 2014-15             | 25    | 4     | 0             | 0             | 12                 | 3                  | 37    | 7     | 0,18    |
| F. C. Krasnodar · Rusia     | 2015-16             | 19    | 3     | 3             | 0             | 9                  | 0                  | 31    | 3     | 0,09    |
| F. C. Krasnodar · Rusia     | 2016-17             | 13    | 0     | 2             | 1             | 11                 | 2                  | 26    | 3     | 0,16    |
| F. C. Krasnodar · Rusia     | 2017-18             | 8     | 3     | 1             | 0             | 0                  | 0                  | 9     | 3     | 0,33    |
| F. C. Krasnodar · Rusia     | Total               | 73    | 11    | 10            | 3             | 32                 | 5                  | 115   | 19    | 0,16    |
| Anorthosis Famagusta Chipre | 2018-19             | 13    | 1     | 2             | 0             | -                  | -                  | 15    | 1     | 0,14    |
| Anorthosis Famagusta Chipre | Total               | 13    | 1     | 2             | 0             | 0                  | 0                  | 15    | 1     | 0,22    |
| Total en su carrera         | Total en su carrera | 231   | 47    | 29            | 8             | 42                 | 7                  | 301   | 62    | 0,21    |